# 銃樓
銃樓又稱銃櫃，配置於民宅的防禦建築，並以銃器為自衛武器，故稱之。銃器即是指槍械；櫃指封閉式的建築。銃樓多位在民宅的龍護兩端，為求制高點可增築二層樓，其外牆為磚石造，結構厚實，並闢小孔為銃眼，以利射擊，壓制來犯者。

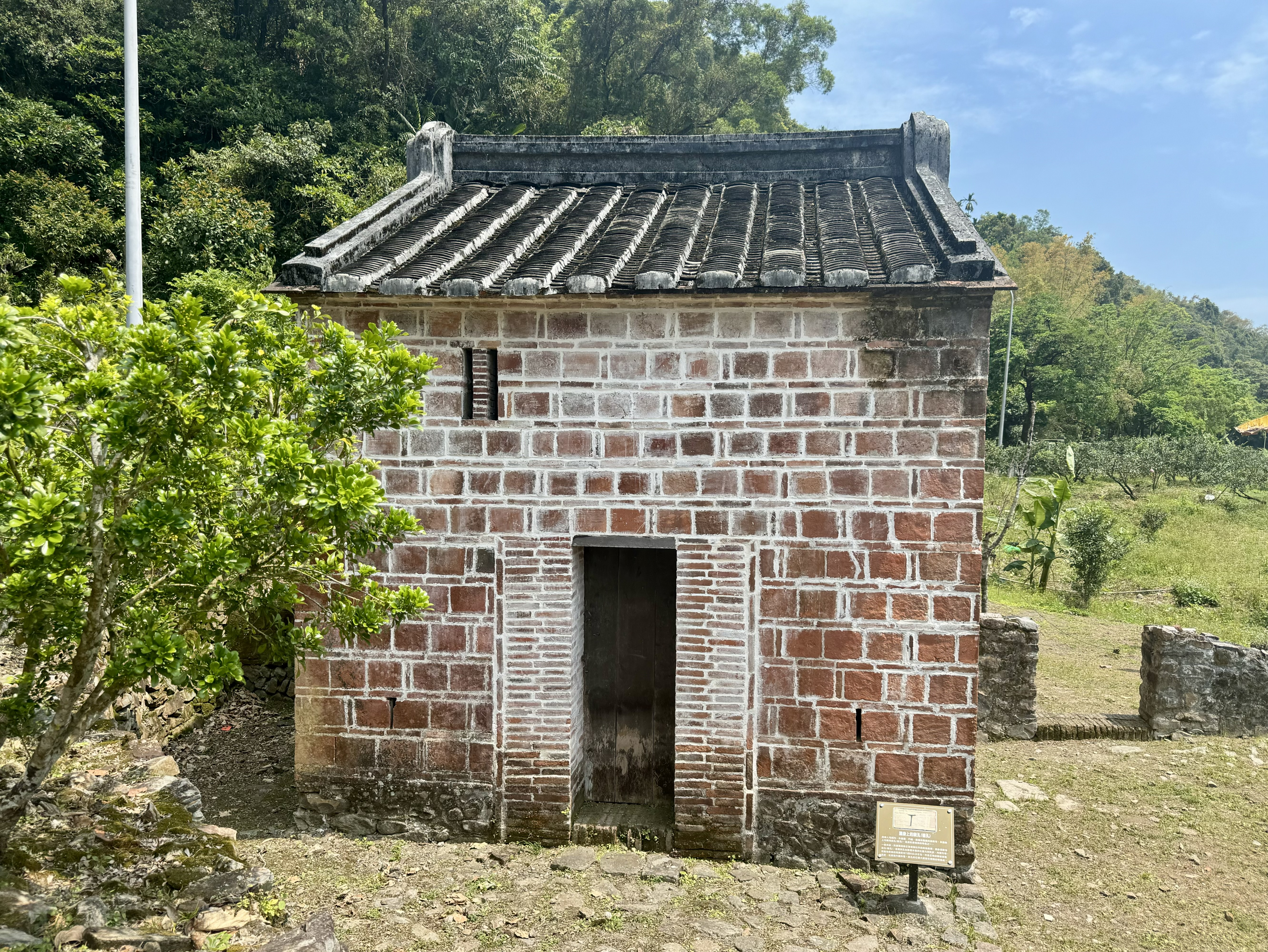
周振東武舉人宅遺蹟銃樓